# دزدی‌ها (فیلم ۱۹۹۶)
«دزدی‌ها» (فرانسوی: Les Voleurs‎) فیلمی در ژانر درام به کارگردانی آندره تشینه است که در سال ۱۹۹۶ منتشر شد. از بازیگران آن می‌توان به کاترین دنو، دانیل اوتوی، بونوآ ماژیمل، و کیارا ماسترویانی اشاره کرد.